# Karol Paterok
Karol Paterok (ur. 9 stycznia 1922 w Rudzie, zm. 11 stycznia 1990 w Rudzie Śląskiej) – polski bokser.

## Kariera
Naukę boksu rozpoczął w 1937 roku w kubie Slavia w swoim rodzinnym mieście. Startując w mistrzostwach Polski, wywalczył wicemistrzostwo kraju w 1939 w kategorii średniej, zostając tym samym najmłodszym finalistą ostatnich przedwojennych mistrzostw. Drugi swój medal tym razem brązowy, zdobył po wojnie walcząc w 1951 w wadze ciężkiej w barwach Górnika z Rudy Śląskiej.
Zmarł w 1990 roku, został pochowany na cmentarzu komunalnym "Halemba" (kw.F, rz.2, m.5). w Rudzie Śląskiej.